# I’m with Stupid (песня Static-X)
«I’m with Stupid» (рус. Я с Тупым) — второй сингл метал-группы Static-X с дебютного альбома Wisconsin Death Trip, который был выпущен 23 марта 1999 года на лейбле Warner Bros Records.. Песня «I’m With Stupid» достигла высокой популярности и считается одной из лучших песен Static-X. Песня начинается с кричащих слов: «Он — неудачник, она сказала» и, быстро восходя к главному рифу гитары, закрепляется как основа в песне.

## Музыкальное видео
Видеоклип для песни «I’m With Stupid» был снят режиссёром Дэйвом Мейэрсом. Процесс съёмок и сам клип были показаны в первом документальном видео группы, которое называется Where the Hell Are We and What Day Is It... This Is Static-X в разделе Making Me Stupid. Сюжет клипа показывает, как женщина, держащая в руках лопату, упорно ищет странное существо с головой в виде буквы «Х». Несколько монстров, а также "синий человек" также делают то же самое. В конце клипа, женщина сбивает существо лопатой, и снимает маску со своего лица, под которой оказывается сам Уэйн Статик.

## Список композиций
| №  | Название          | Длительность |
| -- | ----------------- | ------------ |
| 1. | «I'm With Stupid» | 3:24         |

## Позиции в чартах
| Чарт (2000)                              | Высшая позиция |
| ---------------------------------------- | -------------- |
| США Billboard Hot Mainstream Rock Tracks | 38             |

## Примечание
1. ↑  «Wisconsin Death Trip Review»
2. 1 2  «Static-X на YouTube».
3. ↑  Static-X > Charts & Awards > Billboard Singles. Allmusic. Rovi Corporation. Дата обращения: 8 января 2016. Архивировано 30 декабря 2019 года.